# Halálozások 1953-ban
Ez a szócikk az 1953-as évben elhunyt nevezetes személyeket sorolja fel.

## December
| Dátum        | Név               | Foglalkozás / tisztség                                            | Kor | Forrás |
| ------------ | ----------------- | ----------------------------------------------------------------- | --- | ------ |
| december 23. | Lavrentyij Berija | szovjet politikus, a szovjet titkosszolgálat vezetője (1938–1953) | 054 |        |
| december 19. | Robert Millikan   | Nobel-díjas amerikai kísérleti fizikus                            | 085 |        |

## November
| Dátum        | Név            | Foglalkozás / tisztség                    | Kor | Forrás |
| ------------ | -------------- | ----------------------------------------- | --- | ------ |
| november 27. | Eugene O’Neill | Nobel-díjas amerikai drámaíró             | 065 |        |
| november 9.  | Abdul-Aziz     | szaúdi király (1932–1953), vallási vezető | 077 |        |
| november 9.  | Dylan Thomas   | walesi költő, prózaíró                    | 039 |        |

## Október
| Dátum | Név | Foglalkozás / tisztség | Kor | Forrás |
| ----- | --- | ---------------------- | --- | ------ |

## Szeptember
| Dátum          | Név          | Foglalkozás / tisztség | Kor | Forrás |
| -------------- | ------------ | ---------------------- | --- | ------ |
| szeptember 28. | Edwin Hubble | amerikai csillagász    | 063 |        |

## Augusztus
| Dátum         | Név            | Foglalkozás / tisztség        | Kor | Forrás |
| ------------- | -------------- | ----------------------------- | --- | ------ |
| augusztus 11. | Tazio Nuvolari | olasz motor- és autóversenyző | 060 |        |

## Július
| Dátum | Név | Foglalkozás / tisztség | Kor | Forrás |
| ----- | --- | ---------------------- | --- | ------ |

## Június
| Dátum      | Név                    | Foglalkozás / tisztség                                                           | Kor | Forrás |
| ---------- | ---------------------- | -------------------------------------------------------------------------------- | --- | ------ |
| június 30. | Elsa Beskow            | svéd gyermekkönyvíró, illusztrátor                                               | 079 |        |
| június 30. | Charles William Miller | brazil labdarúgó-játékvezető, a brazil labdarúgás úttörője                       | 078 |        |
| június 20. | Matolcsy Mátyás        | agrárközgazdász, szélsőjobboldali politikus, országgyűlési képviselő (1935–1944) | 048 |        |
| június 19. | Ethel Rosenberg        | amerikai házaspár, a Szovjetuniónak történő kémkedés vádjával kivégezték őket    | 037 |        |
| június 19. | Julius Rosenberg       | amerikai házaspár, a Szovjetuniónak történő kémkedés vádjával kivégezték őket    | 035 |        |

## Május
| Dátum     | Név              | Foglalkozás / tisztség                                   | Kor | Forrás |
| --------- | ---------------- | -------------------------------------------------------- | --- | ------ |
| május 16. | Django Reinhardt | belga származású roma-francia dzsesszgitáros, zeneszerző | 043 |        |

## Április
| Dátum       | Név          | Foglalkozás / tisztség                                                     | Kor | Forrás |
| ----------- | ------------ | -------------------------------------------------------------------------- | --- | ------ |
| április 12. | Lionel Logue | ausztrál beszédterapeuta (VI. György brit király)                          | 073 |        |
| április 4.  | II. Károly   | Románia királya (1930–1940)                                                | 059 |        |
| április 2.  | Jean Epstein | lengyel származású francia filmrendező, filmesztéta, irodalomkritikus, író | 056 |        |

## Március
| Dátum       | Név               | Foglalkozás / tisztség                                             | Kor | Forrás |
| ----------- | ----------------- | ------------------------------------------------------------------ | --- | ------ |
| március 28. | Jim Thorpe        | kétszeres olimpiai bajnok amerikai sportoló, atléta                | 064 |        |
| március 5.  | Szergej Prokofjev | orosz származású szovjet zeneszerző, zongoraművész                 | 061 |        |
| március 5.  | Joszif Sztálin    | szovjet politikus, az SZKP főtitkára, kormányfő, marsall, diktátor | 074 |        |

## Február
| Dátum       | Név                | Foglalkozás / tisztség                                             | Kor | Forrás |
| ----------- | ------------------ | ------------------------------------------------------------------ | --- | ------ |
| február 24. | Gerd von Rundstedt | német tábornagy, második világháborús hadseregcsoport-főparancsnok | 077 |        |

## Január
| Dátum     | Név           | Foglalkozás / tisztség                                     | Kor | Forrás |
| --------- | ------------- | ---------------------------------------------------------- | --- | ------ |
| január 2. | Guccio Gucci  | olasz üzletember, divattervező, a Gucci divatház alapítója | 071 |        |
| január 1. | Hank Williams | amerikai countryénekes, dalszerző, zenész                  | 029 |        |